# 奥朗则布
奥朗则布（1618年11月3日—1707年3月3日），王號阿拉姆吉爾（意為「宇宙征服者」），他是统治印度次大陆的莫卧儿帝国第六任皇帝，其父为建造著名泰姬瑪哈陵的沙贾汉。
奥朗则布是沙賈汗的第三子，儿时才华颖露，被誉为“帝位之荣缀”。1657年，沙贾汗卧病不起，诸子相争，奥朗则布力胜群雄夺得宝座，在1658年正式登位。沙賈汗被軟禁在阿格拉直至在1666年去世。

## 生平
奥朗则布是莫卧儿王朝最重要但也最具争议的皇帝。他是一位虔誠及熱心的穆斯林，放弃了莫卧儿帝国初期尤其是阿克巴时代的宗教宽容政策，加强伊斯兰教的宗教地位，企图使印度完全伊斯兰化。1675年，奧朗則布處死不肯改信伊斯蘭教的錫克教第九代祖師得格·巴哈都爾。1679年，奥朗则布恢复对非穆斯林征收吉兹亞税。他将印度教徒逐出政府，并大举拆毁印度教庙宇与神像。这些政策导致帝国境内的非穆斯林与政府的矛盾突然尖锐起来，并很快演变成武装斗争。坚持自己信仰的锡克人和拉其普特人成为莫卧儿帝国公开的敌人；奥朗则布虽然多次打败他们，却无法彻底消灭其反抗力量。最危险的国内敌人是新兴的馬拉地人国家，它后来发展出可与莫卧儿帝国匹敌的军事能力。
另一方面，由于奥朗则布力图消灭他的政治对手，莫卧儿帝国的疆域在他在位时扩张到最大限度。他长期驻留在德干指挥对该地区各穆斯林小国的征服，这些国家是16世纪初德干的伊斯兰教强国巴曼尼王朝分裂后形成的。其结果是奥朗则布取得了胜利，将德干地区并入帝国版图，成为印度的最高统治者。除了次大陆极南端和馬拉地帝國與東北部阿豪姆王国以外，奥朗则布幾乎统一了整个印度。
雖然國家以波斯語和印度語為主，但奧朗則布鼓勵突厥語文學的發展，並在他統治期間編纂了突厥語（察合台語）詞典。奧朗則布多次向布哈拉汗國派遣大使，並從國庫中撥款修復其祖先帖木兒的陵墓。
奥朗则布去世后的莫卧儿帝国称为“后期莫卧儿”；这一时期的特点是，皇帝大都昏庸无能，而馬拉地人愈战愈强，使其馬拉塔帝國有将莫卧儿取而代之的趋势。但最终决定印度命运的因素是欧洲列强，尤其是大英帝國。

## 外部連結
- Aurangzeb (Muhi-ud-Din Muhammad) （页面存档备份，存于）
- 奥朗则布皇帝指挥围攻戈尔康德城，1687年 - 世界数字图书馆 （页面存档备份，存于）

| 奥朗则布 帖木兒王朝出生于：1618年11月3日逝世於：1707年3月3日 | 奥朗则布 帖木兒王朝出生于：1618年11月3日逝世於：1707年3月3日 | 奥朗则布 帖木兒王朝出生于：1618年11月3日逝世於：1707年3月3日 |
| 統治者頭銜                                                   | 統治者頭銜                                                   | 統治者頭銜                                                   |
| ------------------------------------------------------------ | ------------------------------------------------------------ | ------------------------------------------------------------ |
| 前任者： 沙賈汗                                              | 蒙兀兒帝國皇帝 1659年－1707年                                | 繼任者： 巴哈都爾·沙一世                                     |